# Loebok

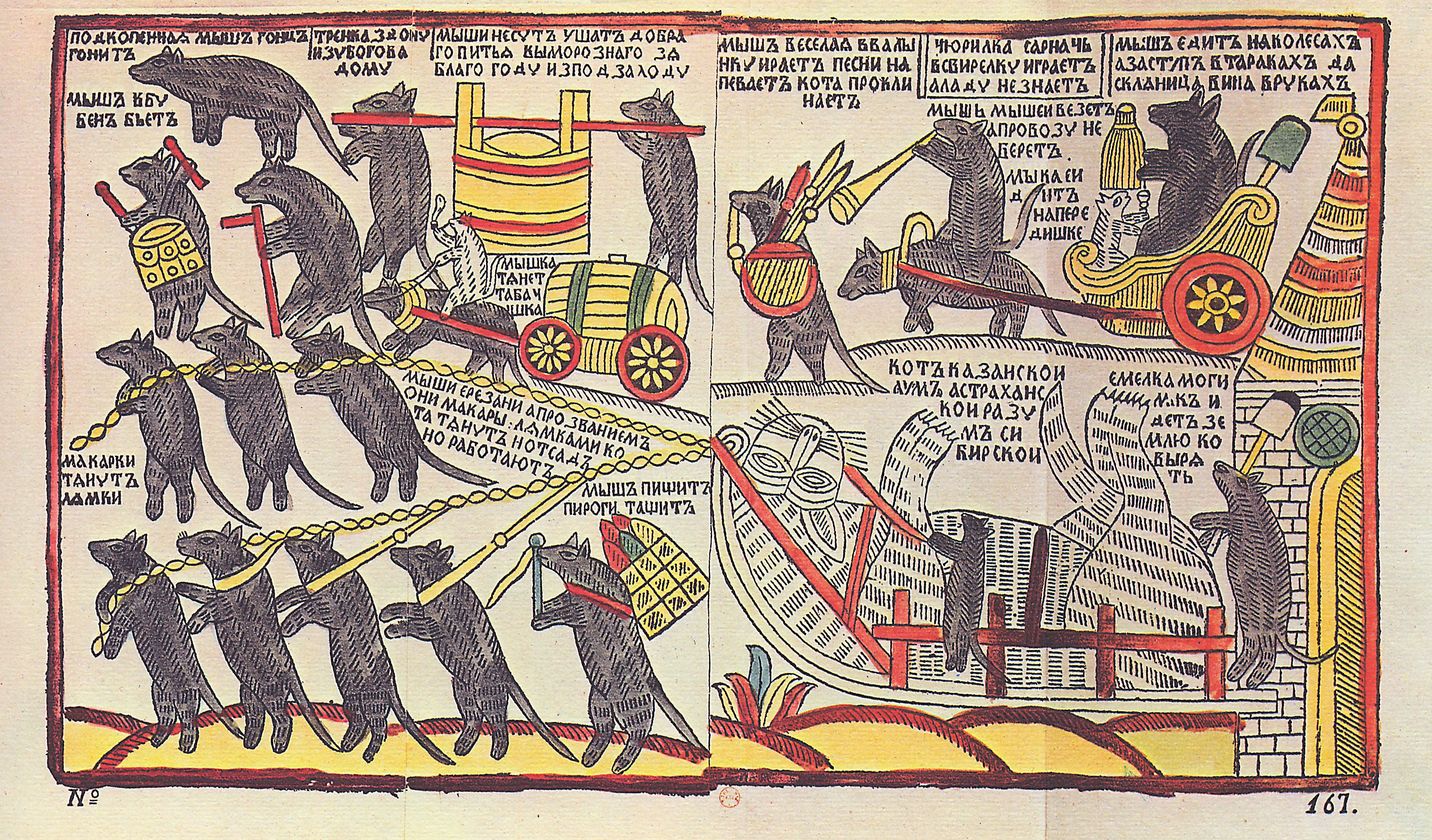
“De Muizen begraven de Kat”, een loebok uit de jaren 1760. Dit wordt algemeen beschouwd als een karikatuur van de uitvaart van Peter de Grote, afgebeeld door zijn tegenstanders. Het opschrift boven de kat luidt: "De Kat van Kazan, de Geest van Astrachan, de Wijsheid van Siberië" (een parodie van de titel van Russische tsaren). Moderne onderzoekers beschouwen het als een carnivalesque inversie, “de wereld ondersteboven".

Een loebok (meervoud loebki, Russisch: лубо́к, лубо́чная картинка, loebotsjnaja kartinka) is een grafisch eenvoudig drukwerk uit de Russische folklore, met afbeeldingen uit aanvankelijk religieuze en morele verhalen, maar later ook uit historische gebeurtenissen, bylinen en sprookjes. 
Vroege voorbeelden uit de late 17e en vroege 18e eeuw waren simpele, eventueel ingekleurde, houtsneden, waarin tekst en beeld gecombineerd werden. Meestal staan deze afbeeldingen op goedkoop papier of op karton. 
Ze verschenen soms in de vorm van een reeks, en zouden dan kunnen beschouwd worden als voorlopers van de moderne strip.
Later werden het gravures of etsen, en sedert midden-19e eeuw lithografieën. 
Het woord 'loebok' is afgeleid van 'loeb': het dunne laagje hout onder de bast van een volwassen lindeboom. 
Loebki-prints werden gebruikt als decoratie in huizen en herbergen; zij waren onder de boerenbevolking zeer geliefd.